# التغير المناخي في مصر

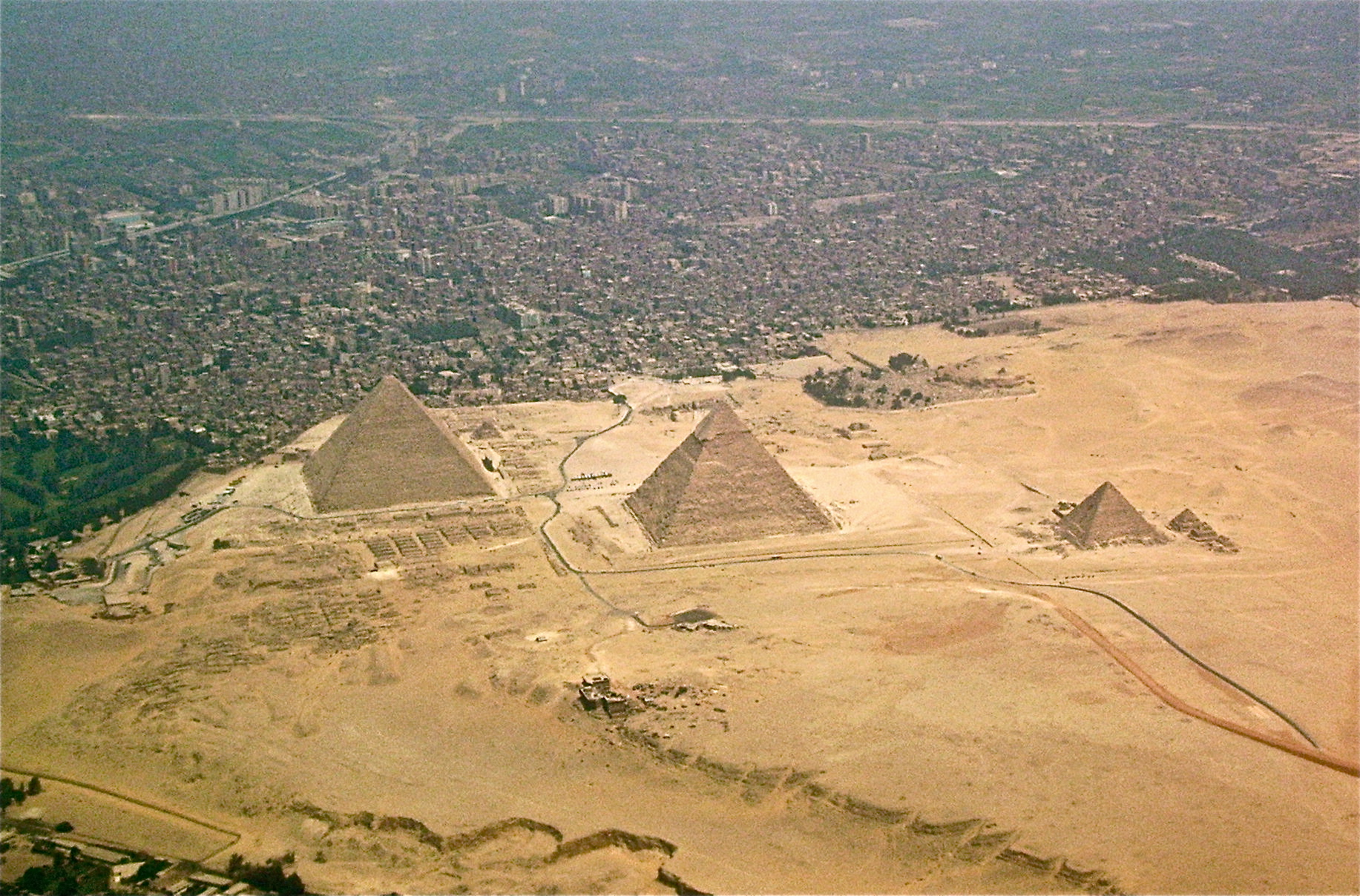
يمثل التصحر عاملا من عوامل التغير المناخي الذي تعرفه مصر والصورة تظهر اثار زحف الصحراء في البلاد

تعد مصر واحدة من أكثر الدول تأثراً بالآثار السلبية الناتجة عن التغير المناخي، وتتلخص هذه الأضرار في ارتفاع مستوى سطح البحر، والفقر المائي، وتدهور الصحة العامة والأنظمة البيئية مما يؤدي إلى خسائر اقتصادية تقدر بالمليارات ويؤثر أيضاً بأمنها الغدائي.

## التأثير على الأمن الغذائي
سيؤدي التغير المناخي إلى انخفاض في إنتاجية المحاصيل الزراعية الرئيسية في مصر كالقمح بنسبة 18 % والأرز[ ؟ ] بنسبة 11 % و فول الصويا بنسبة 28 % نتيجة للعوامل التالية:-
1. ارتفاع درجات الحرارة والنقص المتوقع لموارد المياه المتاحة مما يؤثر على إنتاجية النبات.
2. غرق وارتفاع ملوحة العديد من الأراضي الزراعية المنخفضة بالدلتا نتيجة ارتفاع مستوى سطح البحر.
3. ارتفاع درجات الحرارة سيؤدي إلى زيادة الحشرات والأمراض التي تسبب الضرر للمحاصيل الزراعية.

سينتج عن ذلك انخفاض الإنتاج الزراعي بنسبة 8% وارتفاع نسبة البطالة في القطاع الزراعي إلى 39 % وارتفاع أسعار الغذاء من 16-68% بحلول 2060، بينما الخسائر الاقتصادية لتلك الأضرار تقدر ب 40-234 مليار جنيه مصري.

## التأثير على الموارد المائية
يمد نهر النيل مصر بما يعادل 97% من احتياجاتها المائية ولكن رغم ذلك تعاني مصر من فقر مائي منذ التسعينات، الفجوة المائية تقدر ب20 مليار متر مكعب ومن المتوقع زيادة الاحتياجات المائية بنسبة 20% بحلول 2020 نتيجة لزيادة الطلب وسوء الإدارة المائية، تتوقع سيناريوهات محاكاة التغير المناخي ارتفاع معدل البحر بسبب ارتفاع درجات الحرارة معظم السيناريوهات تتوقع أن يؤدي ذلك إلى انخفاض الجريان السطحي لنهر النيل بنسبة 15% بحلول 2081-2098 وهناك بعض السيناريوهات تتنبأ أن ذلك سيؤدي إلى زيادة الأمطار بدول المنبع مما ينتج عنه زيادة الجريان السطحي لنهر النيل ولكن معظم الدراسات ترجح السيناريو الأول، ليس فقط مياه نهر النيل المعرضة للخطر فمن المتوقع انخفاض معدل الأمطار في دول شمال أفريقيا والوطن العربي بنسبة 15%، ارتفاع منسوب سطح البحر بالسواحل الشمالية لمصر سيؤدي إلى زيادة درجة ملوحة المياة الجوفية بتلك الأراضي الساحلية وحتى عمق 7 كيلومتر من تلك السواحل طبقا لدراسة قام بها معهد بحوث المياه الجوفية بمصر في عام 2011. جميع هذه العوامل ستؤدي إلى ازدياد الفقر المائي في مصر في الأجل المتوسط.

## التأثير على النظام البيئي
يخل التغير المناخي بالنظام البيئي للشعاب المرجانية بالبحر الأحمر وارتفاع درجات الحرارة ومعدل حموضة مياة البحر يؤدي إلى تدهور الشعاب المرجانية، في دراسة استطلعت رأي 150 غواص من معتادي الغوص بالبحر الأحمر أكد 78% منهم أنهم لاحظوا انخفاض في الشعب المرجانية بنسبة 50% عما اعتادوا فيما سبق. من التوقع أيضا ازدياد ابيضاض الشعب المرجانية إلى 80% بحلول 2060 ارتفاع منسوب سطح البحر سوف يؤدي إلى غرق الأراضي الرطبة بالمحميات الطبيعية الواقعة في السواحل الشمالية لمصر والتي تعتبر ملاذا للطيور المهاجرة خلال رحلتها الشاقة من الشمال إلى الجنوب، خطر كهذا سيؤدي إلى انخفاض في أعداد الطيور، مما سينتج عنه اضطراب بالحياة البيئة بتلك المحميات البيئية. حتى الآن لا توجد دراسات تفصيلية عن حجم الخطر وتأثيره على تلك الطيور.

## التأثير على الصحة العامة
ارتفاع درجات الحرارة يوفر مناخ مناسب لنمو وتكاثر الحشرات الناقلة للأمراض مثل مرض الملاريا وحمى الضنك كما أن ارتفاع درجات الحرارة سوف يؤثر على الفئات الضعيفة مثل الأطفال وكبار السن مما يزيد من معدلات الوفاة نتيجة الإجهاد الحراري. لتلوث الهواء علاقة بارتفاع درجات الحرارة فكلما ارتفعت درجة الحرارة زاد تأثير تلك الملوثات خاصة على مرضى الجهاز التنفسي مما يعرضهم للأزمات التنفسية وربما فقد الحياة.

## التأثير على المناطق الحضرية
ارتفاع مستوى سطح البحر متر واحد سيؤدي إلى غرق 970 كيلومتر مربع من أراضي الدلتا طبقا لتقديرات خبراء البنك الدولي، تتوقع بعض السيناريوهات غرق 388.178 - 1.110.793 منزل بالدلتا كما سيعرض البنية التحتية بالمناطق المنخفضة لخطر الفيضان. المناطق الحضرية الواقعة بالمناطق المناخية الجافة كالقاهرة الكبرى ستعاني من زيادة تأثير ظاهرة الجزر الحرارية مما سينعكس بالسلب على الراحة الحرارية خاصة بالمناطق العشوائية المتدهورة.

## التأثير على الطاقة
ارتفاع درجات الحرارة سيزيد من الطلب على استخدام مكيفات الهواء للتأقلم مع الحرارة المرتفعة أثناء الصيف خاصة أن قطاع الإسكان في مصر يفتقر إلى المعايير البيئية الخاصة بكفاءة استخدام الطاقة في المنازل. سيعود ذلك على قطاع الطاقة بالسلب وقد يؤدي إلى انقطاع متكرر بالكهرباء خاصة أن قطاع الطاقة بالفعل يعاني من مشاكل في توفير الوقود اللازم لتشغيل محطات الكهرباء.

## التأثير على الاقتصاد
هذه الأخطار التي جرى الإشارة لها في الفقرات السابقة ستتسبب في خسائر اقتصادية كبيرة فعلى سبيل المثال طبقا لدراسة أُجريت لقياس مدى تأثير التغير المناخي على الإقتصاد المصري فإن أثر التغير المناخي على الزراعة سيؤدي إلى خسائر تقدر بـ20 مليار جنيه مصري بحلول 2030 لترتفع إلى 122 مليار بحلول 2060، تقدر قيمة الخسائر المالية الناتجة عن المنشئات والطرق المعرضة للغرق ب مليار جنيه مصري سنويا بحلول 2030 لترتفع إلى 7 مليارات جنيه مصري بحلول 2060، الوفيات الناتجة عن الإجهاد الحراري ومشاكل التنفس ستؤدي إلى خسائر بقيمة 24 مليار جنيه مصري بحلول 2060 كما من المتوقع انخفاض الدخل السياحي إلى 19 مليار جنيه مصري في 2030 لترتفع إلى 85 مليار جنيه مصري في 2060 نتيجة ابيضاض الشعاب المرجانية واضطراب الأنظمة البيئية، هذه الخسائر ستبلغ إجمالي 52 مليار جنيه مصري في 2030 و 228 مليار بحلول 2060، ستمثل هذه الخسائر الناتجة عن أخطار التغير المناخي تقريبا 3.9% من إجمالي الناتج القومي المتوقع لمصر في 2060.